# استفان جیراش
استفان جیراش (انگلیسی: Stefan Gierasch; ۵ فوریهٔ ۱۹۲۶ – ۶ سپتامبر ۲۰۱۴) هنرپیشه اهل ایالات متحده آمریکا بود.

## گزیدهٔ نقش‌آفرینی‌ها
- The Young Don't Cry (۱۹۵۷)
- اون جور زن (۱۹۵۹)
- بیلیاردباز (۱۹۶۱)
- The Traveling Executioner (۱۹۷۰)
- تازه چه خبر دکتر؟ (۱۹۷۲)
- جرمایا جانسون (۱۹۷۲)
- The New Centurions (۱۹۷۲)
- غریبه دشت‌های بالا (۱۹۷۳)
- کلودین (۱۹۷۴)
- Cornbread, Earl and Me (۱۹۷۵)
- The Great Texas Dynamite Chase (۱۹۷۶)
- کری (۱۹۷۶)
- Silver Streak (۱۹۷۶)
- پیروزی در انتبه (۱۹۷۶)
- Blue Sunshine (۱۹۷۷)
- ای‌ئی‌اس هادسن استریت (۱۹۷۸)
- قهرمان (۱۹۷۹)
- Blood Beach (۱۹۸۰)
- کمال (۱۹۸۵)
- The Rosary Murders (۱۹۸۷)
- جادوگر (۱۹۸۸)
- مگاویل (۱۹۹۰)
- معشوقه (۱۹۹۲)
- جک خرس (۱۹۹۳)
- دیو (۱۹۹۳)
- جونیور (۱۹۹۴)
- Murder in the First (۱۹۹۵)
- Legend of the Phantom Rider (۲۰۰۲)